# Долговечность
Долгове́чность — свойство элемента или системы длительно сохранять работоспособность до наступления предельного состояния при определенных условиях эксплуатации.

## Критерии долговечности
Долговечность определяется двумя условиями: физическим либо моральным износом
- Физический износ наступает в том случае, когда дальнейший ремонт и эксплуатация элемента или системы становятся уже невыгодными, так как затраты превышают доход в эксплуатации;
- Моральный износ означает несоответствие параметров элемента или системы современным условиям их эксплуатации;

## Показатели долговечности
К показателям долговечности отнесены следующие показатели надежности:
- Средний ресурс - это математическое ожидание ресурса.
- Гамма-процентный ресурс – это наработка, в течение которой объект не достигнет предельного состояния с заданной вероятностью, выраженной в процентах.
- Назначенный ресурс - суммарная наработка, при достижении которой эксплуатация объекта должна быть прекращена независимо от его технического состояния (с ГОСТ 27.002-89 не является показателем).
- Средний срок службы - математическое ожидание срока службы.
- Гамма-процентный срок службы - календарная продолжительность от начала эксплуатации объекта, в течение которой он не достигнет предельного состояния с заданной вероятностью  γ, выраженной в процентах.
- Назначенный срок службы - календарная продолжительность эксплуатации объекта, при достижении которой применение по назначению должно быть прекращено (с ГОСТ 27.002-89 не является показателем).